# Spoorlijn Paris-Luxembourg - Limours
De spoorlijn Paris-Luxembourg - Limours is een deels opgebroken Franse spoorlijn van Parijs naar Limours. De volledige lijn was 39,2 km lang en heeft als lijnnummer 552 000.

## Geschiedenis
Tussen Denfert-Rochereau en Orsay werd de lijn in gedeeltes geopend door de Compagnie du Chemin de fer de Paris à Sceaux als onderdeel van de Ligne de Sceaux. Tussen Denfert-Rochereau en Bourg-la-Reine op 23 juni 1846 en tussen Bourg-la-Reine en Orsay op 29 juli 1854. 
Vanaf 1857 werd de lijn geëxploiteerd door de Compagnie du chemin de fer de Paris à Orléans, die op 26 augustus het gedeelte tussen Orsay en Limours opende. In 1893 werd de lijn omgebouwd tot normaalspoor en op 1 april 1895 werd het gedeelte tussen Luxembourg en Denfert-Rochereau geopend
Op 15 mei 1939 werd het reizigersvervoer tussen Saint-Rémy-lès-Chevreuse en Limours opgeheven, in juni 1940 werd dit gedeelte ook gesloten voor goederenvervoer.
Sinds 1979 maakt de lijn tot Saint-Rémy-lès-Chevreuse deel uit van de RER B.

### Réseau express régional
Op het traject rijdt het Réseau express régional de volgende routes:
| Serie | Treinsoort        | Route | Bijzonderheden |
| ----- | ----------------- | --- | -------------- |
| RER B | RER (SNCF / RATP) | [ Aéroport Charles de Gaulle 2 TGV – ] / [ Mitry - Claye – ] Paris-Nord – Bourg-la-Reine – [ Robinson ] / [ Antony – Palaiseau – Saint-Rémy-lès-Chevreuse ] |                |

## Aansluitingen
In de volgende plaatsen is er een aansluiting op de volgende spoorlijn:
Luxembourg
lijn tussen Paris-Luxembourg en Paris-Gare du Nord
Bourg-la-Reine
RFN 552 000, spoorlijn tussen Paris-Luxembourg en Limours
Massy-Palaiseau
RFN 553 000, spoorlijn tussen Ouest-Ceinture en Chartres
RFN 985 000, spoorlijn tussen Choisy-le-Roi en Massy-Verrières
RFN 990 000, grande ceinture van Paris

## Elektrische tractie
De lijn werd in gedeeltes geëlektrificeerd met een gelijkspanning van 1500 volt. Tussen Luxembourg en Massy-Palaiseau in 1937 en tussen Massy-Palaiseau en Saint-Rémy-lès-Chevreuse in 1938.